# Opius valki
Opius valki är en stekelart som beskrevs av Fischer 1996. Opius valki ingår i släktet Opius och familjen bracksteklar. Inga underarter finns listade i Catalogue of Life.